# Campionati panamericani di badminton a squadre 2016
I Campionati panamericani di badminton a squadre 2016 si sono svolti a Guadalajara, in Messico. È stata la 6ª edizione del torneo, organizzato dalla Badminton World Federation.

## Podi
| Evento           | Oro         | Argento | Bronzo    |
| Torneo maschile  | Messico     | Canada  | Guatemala |
| Torneo femminile | Stati Uniti | Canada  | Messico   |